# Franz Mohr
Franz Mohr, né le 17 septembre 1927 à Nörvenich (Rhénanie-du-Nord-Westphalie) et mort le 28 mars 2022 à Lynbrook (état de New York), est un technicien spécialisé dans le réglage des pianos de concert. Il est connu pour avoir été le technicien responsable des pianos pour l'entreprise Steinway & Sons. Il a notamment travaillé sur les modèles D de Vladimir Horowitz (CD-503), Glenn Gould (CD-318) ou Arthur Rubinstein. 

## Biographie
Franz Mohr est né 17 septembre 1927 à Nörvenich en Allemagne. Il grandit dans un village proche de Düren.
Issu d'une famille amatrice de musique, l'enfant s'intéresse à la pratique instrumentale, notamment le violon et l'alto. Durant sa jeunesse, il étudie ces instruments aux conservatoires de musique de Cologne et Detmold,.
Franz Mohr joue également de la guitare et de la mandoline à un niveau plus faible. Dans la vingtaine, il se produit avec des orchestres de dixieland.
Malheureusement pour lui, Franz Mohr est victime de tendinites qui l'empêchent de poursuivre plus avant sa carrière violonistique. Il abandonne cette voie et décide de se tourner vers la facture de piano. Il réalise son apprentissage à la manufacture Ibach,.
En 1962, il répond à une offre du facteur de piano Steinway & Sons qui recherche un assistant pour son technicien responsable des pianos de concert William Hupfer. Il obtient le poste et part s'installer à New York avec sa famille,.
Il prend la suite de William Hupfer en 1968 lorsque celui-ci part à la retraite.
Durant ses années chez Steinway & Sons, Franz Mohr s'occupe du réglage et des interventions des instruments de concert et de ceux en possession des pianistes célèbres (principalement des modèles D). Il conseille également les musiciens quant au choix des instruments qu'ils utilisent.
Franz Mohr prend sa retraite et quitte Steinway & Sons en 1992,. Il continue toutefois certaines activités en tant que consultant.
Franz Mohr meurt le 28 mars 2022 à son domicile de Lynbrook de complications dues au COVID-19,,.

## Activité de réglage instrumental

### Activité
Les activités de Franz Mohr consistaient principalement à préparer et assurer le réglage et l'accordage des instruments pour les concerts, intervenir sur pianos personnels de pianistes célèbres (afin de les régler ou de modifier certains éléments techniques).
Chargé des réglages des pianos avant les récitals, Franz Mohr travaillait principalement sur les Steinway modèle D. Une part importante de son activité consistait à préparer l'instrument avant le concert. Il réalisait ce travail directement avec le soliste concerné afin d'adapter le piano aux besoins techniques (ex : réglage du poids pour déclencher les touches) et acoustiques (ex : qualité sonore du piano) du musicien et du répertoire,,.
Franz Mohr travaillait régulièrement pendant les concerts (par exemple au Carnegie Hall pour les concerts new yorkais ou à l'Orchestra Hall pour ceux chicagoans). Outre son activité préalable de réglage, il devait être présent pendant le récital pour régler immédiatement un élément de l'instrument au cas où le pianiste en ait besoin,,.
Franz Mohr a travaillé à plusieurs reprises pour la Maison-Blanche lors de concerts offerts par la présidence en marge de voyage diplomatique,.
Franz Mohr intervenait également sur les pianos situés aux domiciles des pianistes. Toutefois, ces interventions se cantonnaient à des réparations basiques. En cas de demandes plus complexes, comme des adaptations techniques, le piano était généralement déplacé à l'atelier Steinway & Sons.
Directeur de l'atelier, Steinway & Sons, Franz Mohr conseillait également les pianistes lorsque ces derniers choisissaient leurs instruments.
Malgré les innovations technologiques, notamment pour faciliter le travail d'accordage, Franz Mohr préférait avec à l'oreille et avec les instruments manuels traditionnels (clé d'accordage).

### Artistes
Franz Mohr a travaillé avec de nombreux artistes Steinway, entre autres Glenn Gould, Vladimir Horowitz ou Arthur Rubinstein. Franz Mohr expliquait qu'il était nécessaire pour lui de nouer une relation de confiance avec ces artistes aux caractères particuliers,.
Comme beaucoup de solistes notables, Arthur Rubinstein avait des préférences particulières pour le réglage de ses pianos. Avant les concerts, il demandait par exemple au technicien de ne pas nettoyer les touches afin de ne pas diminuer leur adhérence.
Vladimir Horowitz avait la réputation d'être très exigeant concernant les réglages de son instrument personnel. Le pianiste refusait que plusieurs personnes touchent son instrument. Ayant la confiance du soliste, Franz Mohr était l'un des rares qui y était autorisé. Pour cette raison, Franz Mohr voyageait régulièrement avec Vladimir Horowitz lorsque celui-ci était en tournée,. 

### Instruments
Franz Mohr était chargé des réglages du CD-503 de Vladimir Horowitz. Le piano disposait d'un réglage particulier au niveau des touches afin de les rendre très réactives,. Les mécaniques de répétition étaient également mises sous une grande tension. Sur le plan sonore, Vladimir Horowitz demandait à Franz Mohr un son brillant.
Le technicien était également responsable du CD-318 utilisé par Glenn Gould. Il s'est notamment occupé de la remise en état de l'instrument après sa chute en 1971,,,. Pour les instruments de Glenn Gould, Franz Mohr effectuait un réglage particulier des marteaux afin d'obtenir un son très percussif pour certaines vitesses d'exécution.
Pour Arthur Rubinstein, Franz Mohr réglait le piano de façon à obtenir un son chaud et profond. Il devait également .

## Vie privée
Franz Mohr a rencontré sa femme en Allemagne lors d'un bal au cours duquel il jouait dans l'orchestre. Ils se marient en 1954.
Franz Mohr est le père d'une fille et de deux garçons. L'un de ses garçons est devenu responsable des restaurations d'instrument chez Steinway & Sons.

## Croyances religieuses
Franz Mohr était un fervent chrétien. Franz Mohr expliquait le lien entre sa foi et son activité d'accordeur et de technicien chargé des pianos des grands solistes internationaux.
Rescapé d'un bombardement américain pendant la Seconde guerre mondiale auquel son frère ne survivra pas et ayant perdu son second frère sur le front de l'est, Franz Mohr rejette Dieu et la religion durant son adolescence.
Durant la vingtaine, Franz Mohr éprouve un sentiment de désespoir et d'abandon. Il pense à mettre fin à ses jours mais vit une expérience de révélation religieuse.
Franz Mohr appartenait à une église évangélique américaine et y occupait quelques responsabilités laïcs. Il était également actif dans l'association Crescendo International,.